# Spatula platalea
Il mestolone rosso o mestolone argentino  (Spatula platalea (Vieillot, 1816)) è un uccello della famiglia degli Anatidi.

## Descrizione

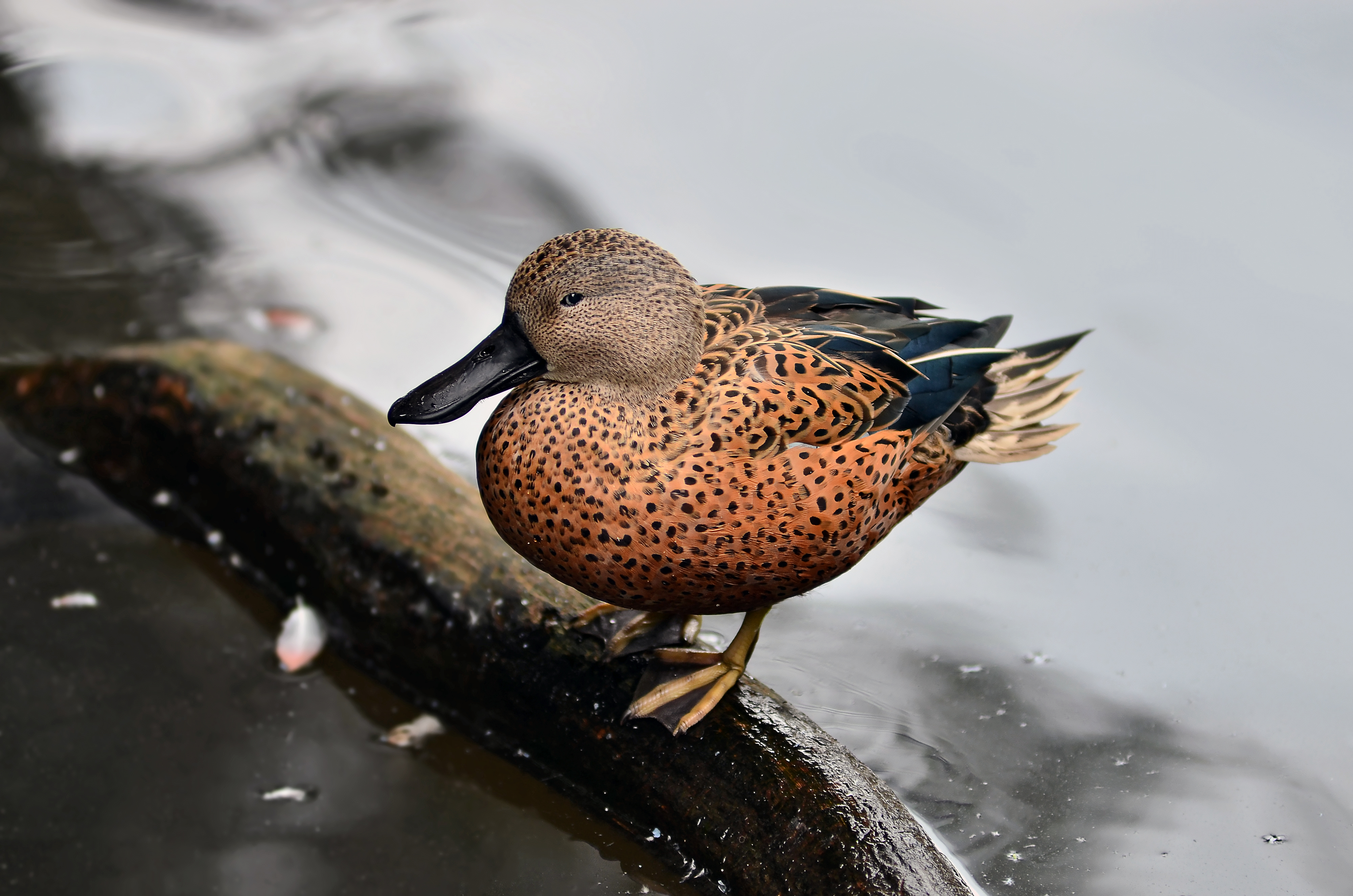
Mestolone rosso nel Parco degli Uccelli Weltvogelpark Walsrode, Germania

Il maschio ha un piumaggio variegato castano chiaro marrone scuro, il petto è bruno-rossiccio mentre il capo è di una tonalità tendente al rosa: un castano chiaro finemente variegato di marrone, gli occhi del maschio sono di color giallo; le femmine sono invece di colorazione più uniforme sempre variegata castano chiaro e scuro, gli occhi sono di color nocciola. Ciò che contraddistingue la specie è il grosso becco nero a forma di spatola.
La taglia media è compresa tra i 45–56 cm di lunghezza, il peso è di 500-600 grammi, la prospettiva di vita media è di 20-30 anni.

## Distribuzione e habitat
Il mestolone rosso è diffuso nella parte meridionale del Sudamerica, dove vive in prossimità di laghi, corsi d'acqua e zone acquitrinose, ama acque calme e poco profonde, ricche di vegetazione palustre.

## Biologia

### Riproduzione

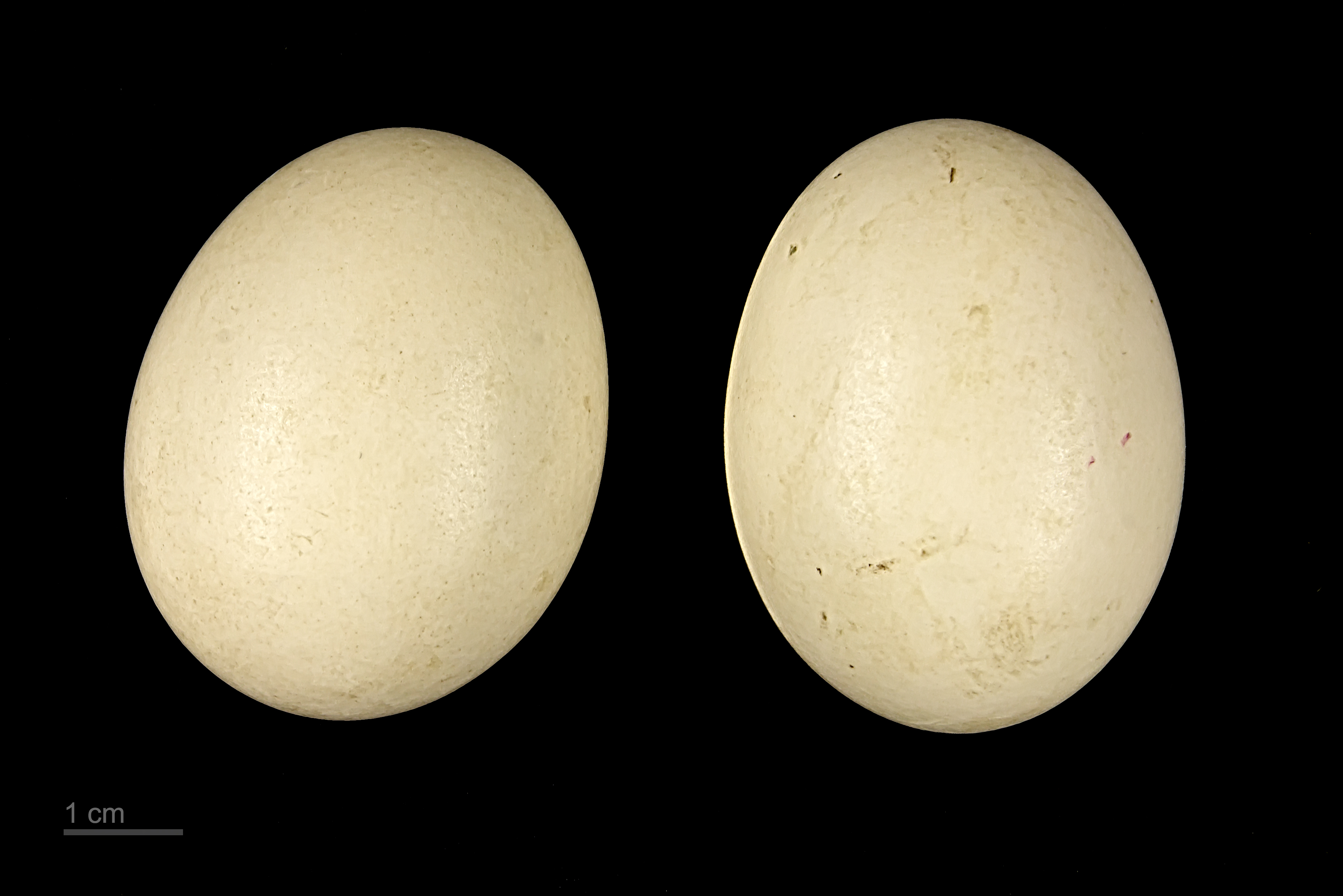
Anas platalea

Nidifica in prossimità dell'acqua, il nido è composto da piante palustri e piume, depone in media 7-8 uova, che si schiudono dopo una cova di circa 25-26 giorni.

### Alimentazione
Il grosso becco provvisto di lamelle verticali interne consente al mestolone rosso di setacciare l'acqua e di catturare il plancton in essa contenuto, si ciba inoltre di piccoli crostacei, insetti e vegetazione palustre.